# ليونيداس الثاني
ليونيداس الثاني (باليونانية: Λεωνίδας Β΄) هو ابن عم آريوس الثاني، والملك الثامن والعشرون لأسبرطة من سلالة أجيداي، ووالد كليومينس الثالث الذي سيخلف الحكم فيما بعد.

## وصلات خارجية
- قاموس السيرة والأساطير اليونانية والرومانية (بالإنجليزية)